# Santuario di Maria Santissima Regina del Mondo
Il santuario di Maria Regina è un santuario diocesano. Sorge nella città di Monopoli, nella contrada Antonelli. Rientra nella diocesi di Conversano-Monopoli.

## Storia
La prima chiesa venne costruita nel 1911 con materiale povero e la chiesa risultò ben presto poco stabile. Nel 1929 nacque la parrocchia che fu dedicata a san Raffaele arcangelo.
La notte del 4 febbraio 1942 la chiesa subì danni irreparabile e crollò fra grande spavento della popolazione: il seguente 11 ottobre, il parroco Cosimo Tartarelli pose la prima pietra della nuova chiesa, edificata su un suolo donato dalla famiglia locale Nistrio. Fu consacrata a Maria Vergine come voto per la salvezza della città di Monopoli durante la II guerra mondiale.
Per accelerare i tempi, il parroco si recò moltissime volte negli Stati Uniti d'America ottenendo finanziamenti dai locali emigranti. Grazie al loro supporto e al lavoro di circa 50 monopolitani, la chiesa venne terminata e consacrata nel 1950. Nel settembre del 1952 il vescovo Carlo Ferrari benedisse 5 statue di pietra a grandezza naturale, poste poi sul prospetto: l'Assunta, l'arcangelo Michele, San Nicola di Bari e Cosma e Damiano. Nel 1979 venne benedetta la statua di Maria Vergine. Nel 1983 è stata eretta a Santuario Diocesano ed è meta di pellegrinaggi. Il territorio della parrocchia comprende oggi anche le chiesette di Santa Maria Immacolata (in contrada Gorgofreddo) e di San Francesco d'Assisi (in contrada Tormento).

## Stile architettonico
Chiesa a croce latina, a una navata e transetto, preceduta da un porticato. Facciata a spioventi con rosone e sculture a tutto tondo. A destra, arretrato rispetto alla facciata, il campanile con l'orologio. La chiesa è costruita in pietra viva. Interno: nella parete sinistra, presso l'ingresso, una profonda nicchia. Due fornici al centro della navata e altri due ai due lati del transetto. La navata è conclusa da una profonda abside.

## Iniziative
Ormai dal 1950 si svolge la cavalcata dei Magi, rappresentazione vivente dell'Epifania, che attira turisti da ogni parte della provincia. La parrocchia comprende una sede locale della Caritas diocesana ed è presente un oratorio ANSPI. Attuale parroco è Vincenzo Muolo.